# Ejido la Soledad (delstaten Mexiko)
Ejido la Soledad är en ort i kommunen San José del Rincón i delstaten Mexiko i Mexiko. Samhället hade 2 528 invånare vid folkräkningen 2020.